# Rama IV
Pour les articles homonymes, voir Rama.
Mongkut (18 octobre 1804 – 1er octobre 1868) fut roi du Siam (ancien nom de la Thaïlande) de 1851 à sa mort, sous le nom dynastique Rama IV (Phrabat Somdet Phra Pormen Maha Mongkut ; en thaï : พระบาทสมเด็จพระจอมเกล้าเจ้าอยู่หัว). Il ouvrit son pays à l'influence étrangère et le sauva de la colonisation en renonçant au Cambodge, au Laos et à la Malaisie.

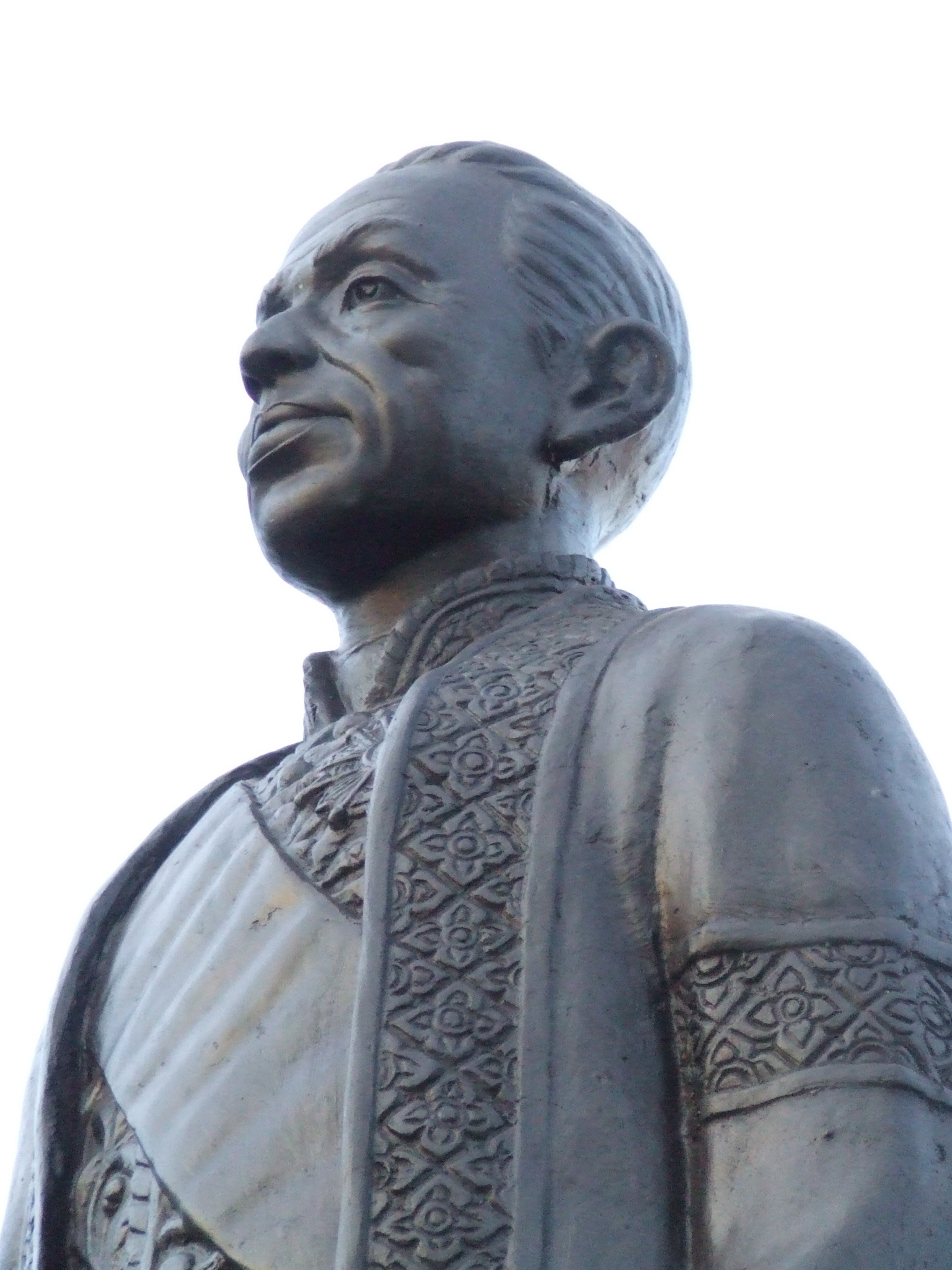
Statue de Mongkut.

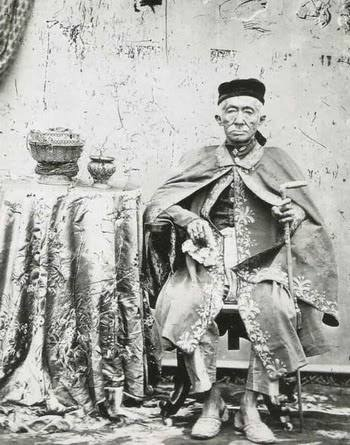
Photographie de Rama IV par Francis Chit.

Il a été mis à l'honneur dans le film Anna et le Roi (1946), adaptation cinématographique d'un roman américain de Margaret Landon publié en 1944 et basé sur les mémoires d'Anna Leonowens, gouvernante et professeur d'anglais à la cour de Siam de 1862 à 1867.
Au cours de son règne, la pression de l'expansionnisme occidental s'est fait sentir pour la première fois au Siam. Mongkut adopte les innovations occidentales et entame la modernisation de son pays, aussi bien dans le domaine de la technologie que celui de la culture, ce qui lui vaudra d'être surnommé dans son pays « Le Père de la science et de la technologie ».
Mongkut est également connu pour avoir désigné son frère, le prince Chutamani, comme second roi, couronné en 1851 en tant que roi Pinklao. Il a demandé à ses sujets de respecter Pinklao comme son égal. 
Il est le père de Rama V (Chulalongkorn), qui aura parmi ses épouses sa demi-sœur Sunandha Kumariratana (1860-1880).
Il meurt le 1er octobre 1868 du paludisme, à l'âge de 63 ans.